# Yago de la Cierva
Yago de la Cierva właściwie Santiago de la Cierva Alvarez de Sotomayor (ur. 10 listopada 1960 w Madrycie) – hiszpański, hiszpański wykładowca akademicki, profesor Papieskiego Uniwersytetu Świętego Krzyża w Rzymie (PUSC).

## Życiorys
Absolwent prawa na Uniwersytecie Santiago de Compostela (1982). W roku 1998 uzyskał stopień magistra w dziedzinie Komunikacji Instytucjonalnej, a w roku 2000 stopień doktora na Uniwersytecie Navarry w Pampelunie (Hiszpania). 
Jest również absolwentem programu PMD (Program for Management Development) IESE Business School (2009).
Obecnie jest profesorem na Wydziale Komunikacji Społecznej Instytucjonalnej (Facoltà di Comunicazione Sociale Istituzionale) Papieskiego Uniwersytetu Świętego Krzyża w Rzymie (PUSC), gdzie przedmiotem jego badań są zagadnienia zarządzania i komunikacji kryzysowej oraz wykładowcą na Wydziale Zarządzania Osobami w Organizacjach (Managing People in Organizations) IESE Business School.
Był założycielem i pierwszym dyrektorem międzynarodowej agencji telewizyjnej ROMEreports (w latach 2003–2008). W roku 2011 był dyrektorem zarządzającym Światowych Dni Młodzieży 2011 w Madrycie. W 2016 aktywnie zaangażował się w przygotowania Światowych Dni Młodzieży w Krakowie.
W latach 2014–2016 był członkiem Papieskiej Rady ds. Świeckich.

## Odznaczenia i wyróżnienia
- 2012 Order Świętego Sylwestra III klasy[6].

## Publikacje
- La Iglesia, casa de cristal. Propuestas y experiencias de comunicación durante crisis y controversias mediáticas, Wyd. BAC, Madryt, 2014, 480 s.,  ISBN 978-84-2201735-6[7]
- Comunicar en aguas turbulentas, Wyd. EUNSA. Ediciones Universidad de Navarra, 2015, 372 s., ISBN 978-84-313-3032-3[8]
- Leading Companies Through Storms and Crises - Principles and Best Practices in Conflict Prevention, Crisis Management and Communication, Madryt: Wyd. Pearson Educación, 2018, 293 s. ISSN 9781787264274

## Linkowania zewnętrzne
- Prof. Yago De la Cierva - docenti.pusc.it
- Yago De la Cierva - iese.edu